# Cyclomia calidata
Cyclomia calidata är en fjärilsart som beskrevs av Walker 1862. Cyclomia calidata ingår i släktet Cyclomia och familjen mätare. Inga underarter finns listade i Catalogue of Life.